# Быдановское сельское поселение
Быдановское се́льское поселе́ние — муниципальное образование в Белохолуницком районе Кировской области Российской Федерации.
Административный центр — деревня Быданово.

## История
Быдановское сельское поселение образовано 1 января 2006 года согласно Закону Кировской области от 07.12.2004 № 284-ЗО.

## Население
| 2010 | 2012 | 2013 | 2014 | 2015 | 2016 | 2017 |
| ---- | ---- | ---- | ---- | ---- | ---- | ---- |
| 482  | ↘473 | ↘453 | ↗461 | ↘459 | ↘455 | ↘454 |
| 2018 | 2019 | 2020 | 2021 |      |      |      |
| ↘436 | ↘422 | ↗429 | ↘405 |      |      |      |

## Состав сельского поселения
| № | Населённый пункт | Тип населённого пункта          | Население |
| - | ---------------- | ------------------------------- | --------- |
| 1 | Быданово         | деревня, административный центр | ↘405      |